# Har Chiram
Har Chiram (hebrejsky: הר חירם) je hora o nadmořské výšce 996 metrů v severním Izraeli, v Horní Galileji.
Nachází se 1 kilometr jihozápadně od vesnice Sasa a 3 kilometry severovýchodně od města Churfejš, západně od dálnice číslo 89, která ze Sasy vybíhá k jihu. Má podobu zalesněného návrší, které tvoří spolu se sousední horou Har Adir (1006 m n. m.) na severní straně dvojvrch, oddělený jen údolím vádí Nachal Pa'ar. Na jihovýchodní straně terén plynuje přechází směrem k masivu Har Meron, vybíhají tu k západu jen vádí Nachal Chiram a Nachal Moran. Na východním okraji hory pak stojí menší kopec Har Civ'on.